# Mina Grasberg
La mina Grasberg és la mina més gran d'or i la tercera més gran de coure del món. Mina a cel obert, es troba a la província de Papua, a Indonèsia, prop del Puncak Jaya, la muntanya més elevada de Papua. A la mina hi treballen 10.500 operaris. El 90,64% de la propietat de la mina és a les mans de Freeport-McMoRan, a través de la seva empresa subsidiària a Indonèsia PT Freeport, inclòs el 9,36% que és propietat directa de la subsidiària d'aquesta última, PT Indocopper Investama. El Govern d'Indonèsia és el propietari del percentatge restant (9,36%). La companyia opera a través d'un acord amb el Govern d'Indonèsia que li permet realitzar activitats mineres (tant d'exploració com d'explotació i producció) en una àrea de 10.000 hectàrees anomenada Bloc A. A més a més realitza exploracions en una zona de 200.000 hectàrees anomenada Bloc B. Tant les reserves minerals de Freeport com les operacions actuals de mineria es troben al Bloc A. L'any 2006 la mina va produir 610.800 tones de coure, 58,47 tones d'or i 174,46 tones d'argent.
L'agost de 2017, es va anunciar que, segons un acord, els drets miners s'ampliarien fins al 2041 i que es construiria una nova fundició l'any 2022.

## Història

### Primera mina: Estberg
El 1936, el geòleg holandès Jean Jacques Dozy va formar part d'una expedició que escalà el Mont Carstensz, la muntanya més alta de les Índies Orientals Neerlandeses. Durant el seu ascens, va realitzar anotacions sobre un tipus particular de roca negra amb coloracions verdoses, i durant diverses setmanes es va dedicar a estudiar els dipòsits d'or i coure que s'hi trobaven. El 1939, va produir un informe sobre l'ertsberg (en neerlandès "muntanya de mineral"). En aquell moment treballava per a la Nederlandsche Nieuw Guinea Petroleum Maatschappij (NNGPM), una empresa d'exploració formada per Shell l'any 1935, amb una participació del 40% de Standard Vacuum Oil i del 20% de Far Pacific investments (subsidiària de Chevron).
Al març de 1959 el New York Times publicà un article on s'explicava que els neerlandesos estaven cercant mineralitzacions a la muntanya, ja que creien que era la font de l'or al·luvial que es trobava al mar d'Arafura. El geòleg Forbes Wilson, treballador de la minera Freeport durant l'agost de 1959, es va preparar per explorar el Mont Carstenz un cop va haver llegit l'informe de Dozy. El 1960 l'expedició, liderada per Forbes Wilson i Del Flint, va confirmar els immensos dipòsits de coure existents a l'Ertsberg. L'expedició va ser finançada per Freeport Sulphur, entre els directors de la qual es trobaven Godfrey Rockefeller, el Gerent General de Texaco Augustus Long, i Robert Lovett.
El 1963, la Nova Guinea Neerlandesa va ser transferida a Indonèsia, i la mina va ser la primera que va fer ús de les noves lleis de 1967 del govern de Suharto que intentaven atreure inversió estrangera a l'economia d'Indonèsia. El desenvolupament de la mina que es troba a una elevació de 4.000 m sobre el nivell del mar en una de les zones més remotes de Papua, requeria d'un capital i tecnologia que excedia amb escreix els recursos econòmics de que Indonèsia disposava llavors. La construcció va tenir un cost de 175 milions de dòlars, 55 milions més que el pressupost original.
Es van construir una via d'accés de 116 km; una canonada per a transportar el producte, un port, una pista d'aterratge d'avions, una planta de generació elèctrica i un nou poblat anomenat "Tembagapura" (literalment: poble de coure). La mina va ser inaugurada oficialment el 1973 (si bé el primer enviament de mineral es va produir al desembre de 1972), i va ser expandida amb el sector Ertsberg Est, que es va inaugurar el 1981. Diversos telefèrics amb gran pendent s'utilitzaren per transportar equips i les persones.
El 1977 el grup rebel Moviment Papua Lliure va atacar la mina. El grup va dinamitar la canonada principal de transport de fang, la qual cosa va produir danys per unes desenes de milions de dòlars, i van atacar les oficines de la mina. Els militars indonesis van reaccionar amb duresa matant unes 800 persones.

### Segona mina: Grasberg
Cap a mitjans de la dècada de 1980, la mina original estava gairebé esgotada. Freeport va explorar l'àrea en recerca d'altres jaciments i l'any 1988 va identificar unes reserves valorades en 40.000 milions de dòlars a Grasberg (en neerlandès, "Muntanya de pastura"), a només 3 km de la mina Ertsberg. Malgrat que es va estimar que la construcció del camí fins a Grasberg, necessari per pujar la maquinària per a la mina, costaria de 12 a 15 milions de dòlars, finalment només va costar 2 milions de dòlars.
El boom dels preus del coure experimentat en el període entre 2003 i 2006 va augmentar els guanys de la mina. El consum addicional de coure per part de la infraestructura elèctrica a Àsia va excedir l'oferta amb el resultat que els preus van augmentar des d'uns 1.500 $/tona a 8.100 $/tona.

## Funcionament de la mina

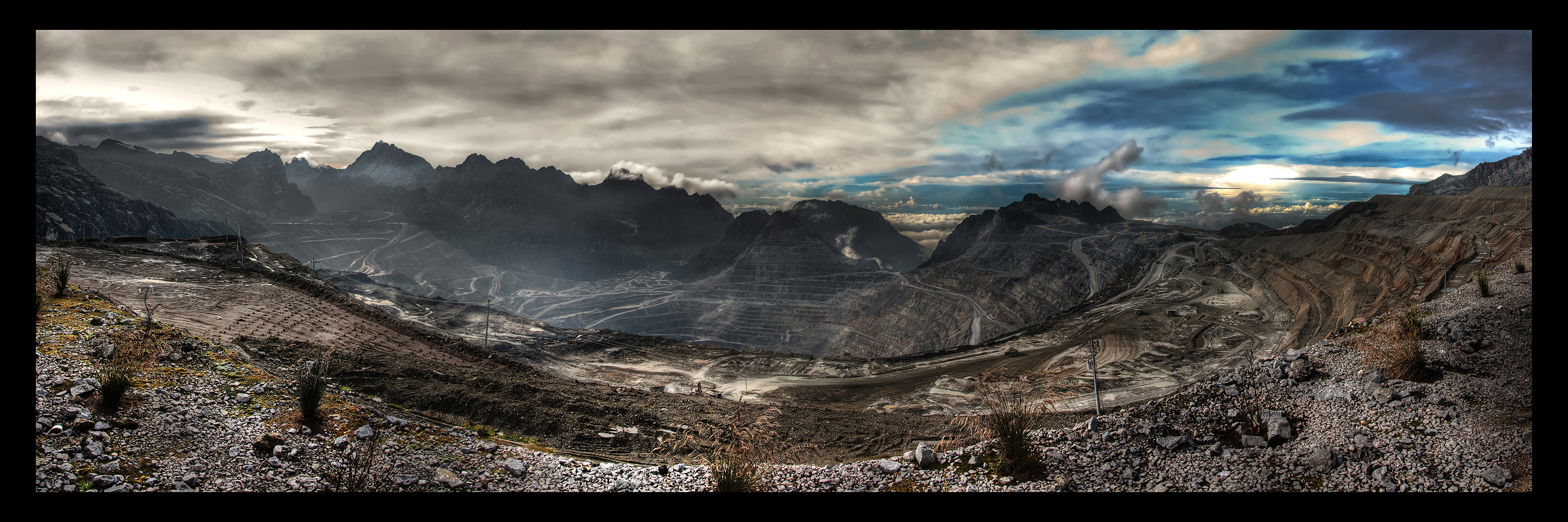
Panorama de la mina.

Les parts i equipament del complex de la mina Grasberg inclouen una enorme mina a cel obert, una mina subterrània i quatre concentradors. La mina a cel obert - que forma un forat de 1,6 km de diàmetre en la seva superfície- és una operació de gran volum i baix cost, que produeix més de 67 milions de tones de mineral i va subministrar més del 75% del mineral processat al 2006.
A la mina es realitza un primer procés de triturat del mineral, abans de ser conduït mitjançant cintes transportadores al complex de molta per a una altra etapa de triturat, grinding i flotació. El complex de molta i concentració de Grasberg és el més gran del món, comptant amb quatre trituradors i dues gegantines unitats semi-autogenous grinding (SAG) que processen per dia una mitjana 240.000 tones mètriques de mineral (dades de 2006).
El concentrat de coure-or se separa mitjançant un procés de flotació. El fang que conté concentrat de coure-or és transportat mitjançant tres canonades fins al port marí d'Amamapare, a una distància d'uns 120 km, on se li extreu l'aigua. Un cop filtrat i assecat el concentrat - que conté coure, or i plata -, és distribuït a fundicions de tot el món.
Al port es'hi troba la planta de generació elèctrica, alimentada amb carbó, que subministra electricitat a la mina.

## Impacte mediambiental

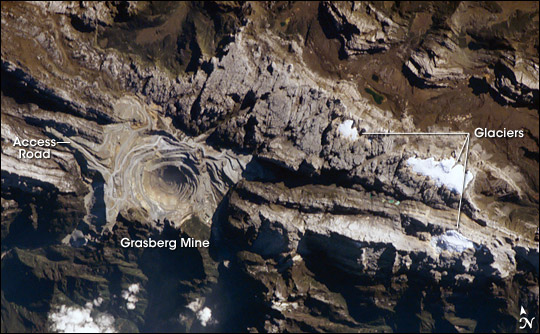
Situació de la mina. Imatge presa des de l'espai.

Les deixies dels concentradors, produïdes a un ritme de 230.000 tones per dia, són un tema important pel que fa al seu impacte sobre el medi ambient, ja que són arrossegades cap al sistema fluvial del riu Aikwa i el mar d'Arafura. Uns 130 km² (puntualment 230 km²) de terres baixes al llarg del riu Aikwa, són cobertes per canals sedimentaris que són un indici de la gran càrrega de sediments (similar als sediments que allibera una glacera). Els peixos natius gairebé han desaparegut de les aigües del riu Aikwa. El material de recobriment descartat (700.000 t/dia) roman en les terres altes, amb gruixos de fins a 480 m de profunditat i abastant 8 km².
Les aigües d'escorrentia àcides, el coure dissolt, i els materials fins són rentats cap a les fonts del riu Wanagon; sedimenten al llarg del curs del riu i es desemboquen a l'oceà. La resposta oficial de Freeport és que el material de recobriment descartat (overburden) es diposita a les terres altes com a part del Pla de Gestió del material de recobriment, en «llocs tapats amb calcària i amb monitorització permanent.» També afirma que «les deixies són transportades a un sistema de rius determinats i, un cop arribades a les terres baixes, són captades en un sistema de dics creat ad hoc.» Freeport afirma que les seves descàrregues compleixen amb els requeriments regulatoris.
El 1995, l'Overseas Private Investment Corporation (OPIC) va deixar sense efecte la pòlissa d'assegurances de Freeport a causa de «violacions sobre la cura del medi ambient que no serien admeses als Estats Units». Va ser la primera acció d'aquest tipus que va prendre l'OPIC, i Freeport va reaccionar iniciant un procés legal contra l'OPIC. Freeport afirma que la decisió de l'OPIC es deu a un mal entès. L'abril del 1996, Freeport va cancel·lar la seva pòlissa amb l'OPIC, afirmant que les activitats de la corporació havien sobrepassat l'abast de la pòlissa. No obstant això, l'informe preparat per l'OPIC va ser posteriorment fet públic i en el mateix es reflectien importants afirmacions incorrectes i informació tendenciosa per part de Freeport.